# Ostrov rzjavogo generala
Ostrov rzjavogo generala (russisk: Остров ржавого генерала) er en sovjetisk spillefilm fra 1988 af Valentin Khovenko.

## Medvirkende
- Katja Prizjbiljak — Alisa Seleznjova
- Aleksandr Lenkov — Jaga
- Mikhail Danilov — Stepan Stepanytj
- Ljudmila Artemjeva — Svetlana Odinokaja
- Stanislav Sokolov — Jegorusjkin